# Strana socialistické levice
Sosialistisk Venstreparti (česky Strana socialistické levice) je levicová, demokraticky socialistická politická strana v Norsku. Byla založena v roce 1975 jako nástupce Socialistické volební ligy. Strana prosazuje kvalitní pracovní podmínky, důraz na veřejné vzdělávání, snižování sociálních rozdílů ve společnosti, rovnost pohlaví nebo ochranu životního prostředí. Odmítá členství Norska v Evropské unii a NATO. Současným předsedou je Audun Lysbakken.